# 北宋玉皇庙
北宋玉皇庙，位于山西省长治市上党区南宋镇北宋村，是一座古建筑，建于元代。
2021年8月4日，北宋玉皇庙公布为第六批山西省文物保护单位，编号6-146。